# Abeba Aregawi
Abeba Aregawi (née le 5 juillet 1990 à Adigrat) est une athlète éthiopienne naturalisée suédoise en 2012, spécialiste des courses de demi-fond.

## Biographie
Elle se révèle lors de la saison 2009 en remportant le titre du 800 mètres des Championnats d’Éthiopie en devançant Mestawat Tadesse, triple tenante du titre de l'épreuve. Créditée de 2 min 01 s 98 à Tanger, elle se classe troisième des Championnats d'Afrique juniors, à Bambous, derrière la Sud-Africaine Caster Semenya et la Kényane Winny Chebet.
Elle se concentre sur la distance supérieure, le 1 500 mètres, à partir de la saison 2010. Elle participe à plusieurs meetings de la Ligue de diamant et termine notamment quatrième du DN Galan et septième du Weltklasse Zurich. Elle porte son record personnel du 1 500 m à 4 min 01 s 96 lors du meeting de Heusden-Zolder. En début d'année 2011, l’Éthiopienne s'adjuge quatre succès consécutifs en salle à Düsseldorf, Gand, Birmingham et Stockholm, et signe un nouveau record personnel sur 1 500 m en 4 min 01 s 47. Blessée, elle doit cependant mettre un terme à sa saison en plein air.
Abeba Aregawi se distingue lors de l'épreuve du 1 500 m de la Ligue de diamant 2012 en terminant tout d'abord deuxième du Shanghai Golden Grand Prix, derrière sa compatriote Genzebe Dibaba, puis en remportant le meeting Golden Gala de Rome en 3 min 56 s 54, nouveau record national. Mariée à un Suédois, et vivant à Stockholm depuis 2009, elle obtient la nationalité suédoise le 8 juin 2012,. 
Vainqueur par la suite des Bislett Games d'Oslo, elle participe sous les couleurs de l’Éthiopie aux Jeux olympiques de Londres et termine cinquième de l'épreuve du 1 500 m, échouant à 29/100e seulement du podium. Elle récupère la médaille de bronze le 29 mars 2017 à la suite des disqualifications pour dopage des deux Turques, initialement championne et vice-championne olympiques.
Fin août lors du Weltklasse de Zurich, l’Éthiopienne remporte la course en 4 min 05 s 29, devant la Kényane Mercy Cherono et l'Américaine Shannon Rowbury, et s'adjuge à cette occasion son premier trophée en Ligue de diamant. Elle est autorisée à concourir pour l'équipe de Suède à partir du 10 décembre 2012.
En février 2013, lors de la réunion en salle du XL Galan, à Stockholm, elle établit le temps de 3 min 58 s 40 sur 1 500 m, échouant à 12/100e seulement du record du monde de Yelena Soboleva. Début mars, lors des Championnats d'Europe en salle de Göteborg, Aregawi remporte la médaille d'or du 1 500 m en 4 min 4 s 47, disposant à l'arrivée d'une avance de près de dix secondes (9 s 72) sur l'Espagnole Isabel Macías, deuxième de l'épreuve. Fin mai, elle remporte le 1 500 m du meeting de Doha, première étape de la Ligue de diamant 2013, en 3 min 56 s 60, échouant à 4/100e seulement de son record personnel. Elle s'adjuge par la suite quatre nouvelles victoires dans cette compétition en s'imposant à lors de l'Adidas Grand Prix de New York en 4 min 3 s 69, au Golden Gala de Rome en 4 min 0 s 23, au British Grand Prix de Birmingham en 4 min 3 s 70, et enfin lors du meeting Athletissima de Lausanne en 4 min 2 s 11. Elle participe aux championnats du monde 2013, à Moscou, et y remporte la médaille d'or du 1 500 m en 4 min 02 s 67, devant l'Américaine Jennifer Simpson et la Kényane Hellen Obiri. 
Lors des championnats du monde d'athlétisme en salle de 2014, à Sopot en Pologne, Abeba Aregawi remporte la médaille d'or du 1 500 m en 4 min 0 s 61, disposant à l'arrivée d'une avance de 6 s 61 sur la deuxième de la course, l’Éthiopienne Axumawit Embaye. L’Éthiopienne Genzebe Dibaba, qui avait battu le record du monde en salle de l'épreuve un mois auparavant, était alignée sur 3 000 m.
Le 29 février 2016, la fédération suédoise (SFIF) annonce qu'elle a été contrôlée positive au Meldonium et la suspend avec effet immédiat. Sa suspension est levée en juillet, faute de preuves.

## Palmarès
| Date                        | Compétition                       | Lieu             | Résultat | Épreuve |
| --------------------------- | --------------------------------- | ---------------- | -------- | ------- |
| Concourant pour l’ Éthiopie |                                   |                  |          |         |
| 2009                        | Championnats d'Afrique juniors    | Bambous          | 3e       | 800 m   |
| 2012                        | Jeux olympiques                   | Londres          | 3e       | 1 500 m |
| 2012                        | Ligue de diamant                  | Ligue de diamant | 1re      | 1 500 m |
| Concourant pour la Suède    |                                   |                  |          |         |
| 2013                        | Championnats d'Europe en salle    | Göteborg         | 1re      | 1 500 m |
| 2013                        | Championnats du monde             | Moscou           | 1re      | 1 500 m |
| 2013                        | Ligue de diamant                  | Ligue de diamant | 1re      | 1 500 m |
| 2014                        | Championnats du monde en salle    | Sopot            | 1re      | 1 500 m |
| 2014                        | Championnats d'Europe par équipes | Brunswick        | 1re      | 1 500 m |
| 2014                        | Championnats d'Europe             | Zurich           | 2e       | 1 500 m |
| 2014                        | Ligue de diamant                  | Ligue de diamant | 2e       | 1 500 m |
| 2015                        | Championnats du monde             | Pékin            | 6e       | 1 500 m |

## Records
| Épreuve | Épreuve   | Performance        | Lieu      | Date           |
| ------- | --------- | ------------------ | --------- | -------------- |
| 800 m   | Plein air | 1 min 59 s 20 (NR) | Hengelo   | 8 juin 2013    |
| 800 m   | Salle     |                    |           |                |
| 1 500 m | Plein air | 3 min 56 s 54 (NR) | Rome      | 31 mai 2012    |
| 1 500 m | Salle     | 3 min 57 s 91 (NR) | Stockholm | 6 février 2014 |